# Afrogamasellus bipilosus
Afrogamasellus bipilosus är en spindeldjursart som beskrevs av Wolfgang Karg 1979. Afrogamasellus bipilosus ingår i släktet Afrogamasellus och familjen Rhodacaridae. Inga underarter finns listade i Catalogue of Life.